# Pulsiphonina
Pulsiphonina es un género de foraminífero bentónico de la subfamilia Siphonininae, de la familia Siphoninidae, de la superfamilia Siphoninacea, del suborden Rotaliina y del orden Rotaliida. Su especie tipo es Siphonina prima. Su rango cronoestratigráfico abarca desde el Maastrichtiense (Cretácico superior) hasta el Ypresiense (Eoceno inferior).

## Clasificación
Pulsiphonina incluye a las siguientes especies:
- Pulsiphonina prima †
- Pulsiphonina sonnei †